# Liste der Nummer-eins-Hits in Singapur
Die Liste der Nummer-eins-Hits in Singapur basiert auf den wöchentlichen Charts des Landes, die von der Recording Industry Association (Singapore) herausgegeben werden. In Singapur wurden Anfang der 2000er-Jahre lediglich Albumcharts ermittelt, seit 2018 hingegen erscheinen Singlecharts, die ausschließlich auf Streaming basieren. Seit Januar 2025 sind die Charts ein Teil der Official Southeast Asia Charts.
Die Liste ist nach Jahren aufgeteilt.